# Воронов, Алексей Николаевич
Алексей Николаевич Воронов (2 октября 1923 — 26 января 2021, Первомайск) — советский военнослужащий, ефрейтор, участник Великой Отечественной войны, награждённый пятью медалями «За отвагу».

## Биография
Родился в 1923 году в селе Покровском Орловской губернии, ныне Тербунского района Липецкой области. В годовалом возрасте он переехал с родителями в Донбасс.
После начала Великой Отечественной войны, накануне немецкой оккупации, семью Вороновых эвакуировали в Саратовскую область. Николай был призван в ряды РККА в 1941 году Актарским райвоенкоматом Саратовской области. В конце 1941 года был направлен в пулемётно-миномётное училище, однако оно было закрыто до того, как Воронов успел его окончить, и курсантов направили на фронт.
В течение года служил в 220-м стрелковом полку, затем участвовал в боях на подступах к Сталинграду (первоначально — в рядах формировавшейся в Пензе 62-й стрелковой дивизии). У Камышина пулемётная рота, где служил Воронов, оборонялась до вступления в бой немецкой артиллерии. Подразделение понесло тяжёлые потери, и остатки личного состава были присоединены к 343-й стрелковой дивизии. В составе этого формирования Воронов участвовал в сражении за Мамаев курган, где получил своё первое ранение — осколочное в левую ногу. 25 декабря 1942 года получил пулевое ранение в ногу, поддерживая пулемётным огнём контратаку своих батальонов. За бои на Мамаевом кургане получил также свою первую медаль «За отвагу».
Лечился после ранения в офицерском госпитале в Александровке недалеко от Сталинграда. В дальнейшем воевал в составе 73-й гвардейской стрелковой дивизии. После Сталинграда, летом 1943 года, принял участие в сражении на Курской дуге. Участвовал в освобождении Дергачей (Харьковская область). По собственным воспоминаниям, в этом бою, будучи вооружён станковым пулемётом «Максим», остановил отход моторизованной колонны противника. Также участвовал в боях за освобождение сёл Котовки и Варваровки в Кировоградской области. Получил контузию, когда снаряд попал в установленный перед ним пулемёт, а затем третье ранение в ступню (при неудачной попытке ночной атаки у села Верблюжка Кировоградской области). После выписки из госпиталя перешёл из пулемётчиков в радисты благодаря довоенному опыту работы в радиоузле.
В ходе боевых действий форсировал Днестр, Буг, Ингулец, освобождал Молдавию, Румынию, Болгарию, Венгрию и Югославию. За 1944 год трижды награждён медалью «За отвагу». В приказе по 211-му гвардейскому стрелковому полку 73-й дивизии от 1 августа 1944 года отмечалось, что «тов. Воронов прошёл боевой путь от Сталинграда до Днестра. Работая радистом всегда бесперебойно обеспечивал работу радиостанции, тем самым способствовал выполнению боевых задач подразделения». 18 сентября был удостоен очередной медали за бой в августе у села Войнеско Молдавской ССР, где «обеспечивал командование батальона радиосвязью с КП полка идя в передних рядах подразделения под непрерывным огнем противника… и непосредственно участвовал в бою, сам лично уничтожил из своего оружия до 7 немецких солдат». Наконец, приказом от 12 ноября Воронов был награждён за действия в ходе освобождения Белграда 16-21 октября. В приказе говорилось: «Под сильным обстрелом противника вместе со стрелковым отделением он первым переправился через мост на левый берег реки Сава и корректировал огонь нашей артиллерии. Вместе с бойцами стрелковых подразделений отбивал контратаки немцев». Участвовал в параде освободителей Белграда 20 сентября 1944 года.
В феврале 1945 года награждён медалью «За отвагу» за то, что «в боях при расширении плацдарма на правом берегу реки Дунай… беспрерывно держал связь батальона с КП полка во время нахождения батальона в окружении 26.II.1945 года в районе села Каранац. Участвуя в отражении контратаки противника он лично уничтожил одного солдата-немца и в полной исправности вынес рацию». Участвовал в операции у озера Балатон. Конец войны встретил в Австрии, где участвовал во взятии города Вильдона. 9 мая впервые оказался на расстоянии прямой видимости от Альп. Вернувшись домой, Алексей Воронов узнал, что и его отец Николай тоже прошёл всю войну в действующей армии и порой воевал лишь в нескольких километрах от сына.
По возвращении с фронта снова работал в радиоузле, а когда в посёлке Тошковка открылся клуб, перешёл туда в качестве киномеханика, проработав в этом качестве почти 40 лет. Член ВКП(б)/КПСС. Обстоятельства многократных награждений медалью «За отвагу» стали известны лишь случайно, при оформлении пенсии.
После выхода на пенсию проживал в городе Первомайске.

## Заслуги
- Был награждён орденом Отечественной войны II степени[12]; медалями, в числе которых 5 медалей «За отвагу», а также «За оборону Сталинграда» и «За освобождение Белграда»[13]. В мирное время был награждён медалями «Ветеран труда» и «За доблестный труд».
- Кавалер ордена Богдана Хмельницкого (Украина) III (как лицо, награждённое четырьмя и более медалями «За отвагу»)[14] и II степеней[15].
- В 2018 году был удостоен почетного знака «От благодарного народа Луганской Народной Республики»[13].
- Почётный гражданин города Первомайска[16][17].